# Ламберт, Мэри (певица)
Мэри Даниэль Ламберт (англ. Mary Danielle Lambert; род. 3 мая 1989, Сиэтл, Вашингтон, США) — американская певица и автор песен. Она работала с Macklemore и Райаном Льюисом над песней «Same Love», вошедшей в их дебютный студийный альбом The Heist (2012).
Песни Ламберт, часто эмоционально заряженные, были рассмотрены как смесь Адель, Тори Эймос и Джеймса Блейка. Её шоу описывают как "безопасное место, где плакать приемлемо и даже поощряется".

## Биография
В детстве Ламберт подверглась сексуальному насилию. До 6 лет она являлась пятидесятником, но после того как её мать призналась в том, что она лесбиянка они были исключены из церкви. Позже, во время обучения в средней школе она стала евангельской христианкой и начала посещать церковь Mars Hill Church. В течение многих лет она боролась с тем, чтобы согласовать христианство со своей сексуальностью, даже после того как она в 17 лет призналась в том, что она лесбиянка.
В возрасте 6 лет Ламберт сама училась играть на фортепиано и писать песни, чтобы отвлечься от травматического и оскорбительного отношения семьи.

## Дискография

### Студийные альбомы
| Название           | Детали                                                                                 | Высшая позиция в чарте |
| Название           | Детали                                                                                 | US                     |
| ------------------ | -------------------------------------------------------------------------------------- | ---------------------- |
| Heart On My Sleeve | - Выпущен: 14 октября 2014 - Лейбл: Capitol Records - Формат: CD, цифровая дистрибуция | —                      |

### Мини-альбомы
| Название                      | Детали                                                                                 | Высшая позиция в чартах | Высшая позиция в чартах |
| Название                      | Детали                                                                                 | US Heat                 | US Folk                 |
| ----------------------------- | -------------------------------------------------------------------------------------- | ----------------------- | ----------------------- |
| Letters Don't Talk            | - Выпущен: 17 июля 2012 - Лейбл: Выпущен самостоятельно - Формат: Цифровая дистрибуция | 34                      | —                       |
| Welcome to the Age of My Body | - Выпущен: 17 декабря 2013 - Лейбл: Capitol Records - Формат: Цифровая дистрибуция, CD | 20                      | 23                      |

### Синглы

#### Собственные
| Год                                       | Название             | Высшая позиция в чартах | Высшая позиция в чартах | Высшая позиция в чартах | Высшая позиция в чартах | Высшая позиция в чартах | Альбом                        |
| Год                                       | Название             | US                      | US Adult                | US Dance                | AUS                     | NZ                      | Альбом                        |
| ----------------------------------------- | -------------------- | ----------------------- | ----------------------- | ----------------------- | ----------------------- | ----------------------- | ----------------------------- |
| 2013                                      | «She Keeps Me Warm»  | —                       | 20                      | —                       | —                       | —                       | Welcome to the Age of My Body |
| 2014                                      | «Body Love"          | —                       | —                       | —                       | —                       | —                       | Welcome to the Age of My Body |
| 2014                                      | «Secrets»            | 72                      | 12                      | 19                      | 39                      | 40                      | Heart on My Sleeve            |
| 2014                                      | «When You Sleep»     | —                       | —                       | —                       | —                       | —                       | Heart on My Sleeve            |
| 2014                                      | «Heart on My Sleeve» | —                       | —                       | —                       | —                       | —                       | Heart on My Sleeve            |
| "—" обозначает, что сингл не попал в чарт |                      |                         |                         |                         |                         |                         |                               |

#### Синглы при участии Мэри Ламберт
| Название                                                       | Год  | Высшая позиция в чартах | Высшая позиция в чартах | Высшая позиция в чартах | Высшая позиция в чартах | Высшая позиция в чартах | Высшая позиция в чартах | Высшая позиция в чартах | Высшая позиция в чартах | Высшая позиция в чартах | Высшая позиция в чартах | Сертификации                                                                         | Альбом    |
| Название                                                       | Год  | US                      | AUS                     | AUT                     | CAN                     | FRA                     | IRE                     | NL                      | NZ                      | SWI                     | UK                      | Сертификации                                                                         | Альбом    |
| -------------------------------------------------------------- | ---- | ----------------------- | ----------------------- | ----------------------- | ----------------------- | ----------------------- | ----------------------- | ----------------------- | ----------------------- | ----------------------- | ----------------------- | ------------------------------------------------------------------------------------ | --------- |
| «Same Love» (Macklemore and Ryan Lewis featuring Mary Lambert) | 2012 | 11                      | 1                       | 19                      | 4                       | 19                      | 6                       | 18                      | 1                       | 33                      | 6                       | - RIAA: 2× Platinum - ARIA: 4× Platinum - BPI: Silver - MC: Gold - RMNZ: 2× Platinum | The Heist |

## Концертные туры
- Heart on My Sleeve Tour (2014)